# T28 (carro armato)
Il carro superpesante T28 (poi ribattezzato 105 mm Gun motor carriage T95) è stato un carro armato superpesante. Ideato nel 1944, fu il più pesante carro armato mai prodotto dagli USA. I prototipi furono costruiti nel 1945. Un esemplare si trova oggi a Fort Knox, nel Kentucky.

## Storia
Nel 1944 l'US Army cominciò a porsi il problema di un attacco frontale alle fortificazioni della linea Sigfrido, che, date le loro caratteristiche, richiedevano un veicolo che fosse provvisto contemporaneamente di un armamento di calibro elevato e di una blindatura estremamente elevata. La necessità di soddisfare contemporaneamente a questi requisiti portò alla progettazione di un veicolo (nella denominazione statunitense era "tank", cioè carro armato, ma in realtà si trattava di un semovente d'assalto) privo di torretta ed armato con un cannone 105 mm T5E1 lungo 6,7 metri.
Data la necessità di avere i veicoli a disposizione in tempi brevi furono utilizzate, per quanto possibile, parti già in produzione o almeno in progetto, tuttavia il primo veicolo non fu disponibile che verso la fine del 1945. Il mezzo aveva una blindatura frontale di 1 ft (305 mm), massima corazzatura mai realizzata su un veicolo blindato. Il peso totale del veicolo raggiunse le 84 t, quindi, per avere una pressione al suolo sufficientemente bassa, era necessario utilizzare cingoli di una notevole larghezza. Di conseguenza, per poter limitare la larghezza del mezzo in modo da permetterne il trasporto su carri ferroviari ed il passaggio attraverso strettoie, furono realizzati cingoli in due sezioni affiancate, in modo da poter ridurre la larghezza su strada. Le due sezioni esterne, quando erano smontate, erano affiancate e trainate dal mezzo.
L'armamento principale era su un cannone da 105 mm T5E1 su affusto T40, con una velocità alla bocca di 1100 m/s (3700 ft/s) per i proiettili perforanti ed una gittata di 19000 m (20750 yd). L'armamento secondario era composto da 2 mitragliatrici Browning M2 da 12,7 mm.
La corazzatura era in acciaio fuso per la parte frontale e in lamiere per le fiancate, avevano spessori di 102-90mm